# Encephalartos relictus
Encephalartos relictus — вид голонасінних рослин класу саговникоподібні (Cycadopsida).

## Опис
Вид деревовидий, зі стовбуром до 2,5 м заввишки з діаметром 40–45 см. Листки перисті, блакитно-зеленого кольору, завдовжки 1–2 м і складаються з декількох пар фрагментів ланцетних, шкірястих, розташованих на хребті під кутом близько 40°, довжиною до 20–25 см. Чоловічі шишки близько 20–24 см завдовжки і 12–15 см, жовто-зелені.

## Поширення, екологія
Цей вид росте в обмеженому районі на горі Лебомбо в Есватініі на висоті від 400 до 600 м над рівнем моря в сухій трав'янистій савані на схилах пагорбів.

## Загрози та охорона
Зник в дикій природі через вплив браконьєрства колекціонерів.